# Stadion Samen Al-Aeme
Stadion Samen Al-Aeme – jest stadionem mieszczącym się w mieście Meszhed. Wybudowany został w 2004. Może on pomieścić 35 000 widzów (posiada tylko 15 000 miejsc siedzących). Na stadionie swoje mecze domowe rozgrywa drużyna Abu Moslem Meszhed.